# بهایراوا
بهایراوا (انگلیسی: Bhairava) یک خدا در شیواپرستی و یکی از ایزدان هندوئیسم است که توسط هندوها پرستش می‌شود. در شیواپرستی، او تجلی شدید شیوا است که با نابودی همراه است.